# تراژدی انبازه‌ها
تراژدی انبازه‌ها یا تراژدی منابع مشترک (به انگلیسی: Tragedy of the commons) یکی از مفاهیم مهم در بوم‌شناسی بشری است و به حالتی اشاره دارد که یک منبع مشترک متناهی بین تعداد زیادی از انسان‌ها وجود داشته باشد و ایشان در برابر این تصمیم قرار بگیرند که تا چه اندازه از آن منبع مشترک استفاده کنند. منبع مشترک می‌تواند مواردی چون بوم‌سازگان اقیانوسی که از آن ماهی می‌گیرند، جنگلی که از چوب درختان آن استفاده می‌کنند یا جو زمین که در آن گازهای گلخانه‌ای را رها می‌کنند باشد که مصرف بی‌رویه از آن‌ها موجب به خطر افتادن پایداری آن‌ها می‌گردد. در این شرایط افراد در برابر این دوراهی قرار می‌گیرند که آیا برای حفظ منابع در بلند مدت از برداشت‌های خود بکاهند، یا اینکه برای بالا بردن منافع خود و پیشگیری از عقب‌افتادن از دیگرانی که در حال استفاده از آن منبع هستند و دیر یا زود آن را به پایان می‌رسانند، به برداشت حداکثری از آن بپردازند.
نظریهٔ تراژدی منابع مشترک پیش‌فرض‌هایی در مورد انگیزه‌های انسانی، قواعد حاکم بر استفاده از منابع مشترک و ویژگی‌های منبع مشترک دارد. با این وجود شرایط در عمل معمولاً پیچیده‌تر است و انگیزه‌های انسانی نیاز به بررسی بیشتری دارد، همچنین قواعد حاکم بر منابع مشترک واقعی اغلب اجازهٔ استفادهٔ آزاد به همه را نمی‌دهند و نیز سامانه‌های منابع به گونه‌ای هستند که در برابر برداشت‌های انسان واکنش‌های پویا از خود نشان می‌دهند. نتیجهٔ این عوامل این است که بر خلاف نظریهٔ گرت هاردین با یک تراژدی روبه‌رو نمی‌شویم.
تراژدی انبازه‌ها، یک تئوری اقتصادی است که موقعیتی را شرح می‌دهد که در آن، در یک سیستم منابعی مشترک بین مصرف‌کنندگانی وجود دارد که هر یک تنها با توجه به نفع شخصی خود عمل می‌کنند و به صورت مستقل و بر خلاف صلاح مشترک کل مصرف‌کنندگان، با فعالیت‌های جمعی خود این منابع را به اتمام می‌رسانند.
ریشه‌های نام و مفهوم تراژدی انبازه‌ها را می‌توان در مقاله‌ای که توسط اقتصاد دان دوره ویکتوریایی، ویلیام فورستر لوید، در سال ۱۸۳۳ میلادی به تألیف درآمده است یافت. وی در این مقاله از مثال فرضی چریدن تنظیم نیافته در یک مرتع مشترک در جزایر بریتانیا استفاده می‌کند. این مفهوم یک قرن بعد با انتشار مقاله‌ای از یک دانشمند بوم‌شناس، به نام گرت هاردین در سال ۱۹۶۸ به صورت گسترده‌ای شناخته شد. در این مقاله، مفهوم انبازه‌ها به هر منبع مشترک و تنظیم نیافته‌ای مانند اتمسفر، اقیانوس‌ها، رودخانه‌ها، صید ماهی‌ها یا حتی یخچالی که در اداره به صورت مشترک استفاده شود گفته می‌شود.
بحثی بر سر این موضوع وجود دارد که خود اصطلاح «تراژدی انبازه‌ها» برای معرفی این تئوری مناسب نیست، چرا که در ابتدا «انبازه‌ها» به منابعی گفته می‌شد که اجتماع مشخصی از افراد مالک آن هستند و هیچ فردی خارج از این اجتماع هیچ گونه دسترسی به این منابع ندارد، ولی در حال حاضر این اصطلاح برای منابعی استفاده می‌شود که همه افراد به یک اندازه و به صورت آزادانه به آن‌ها دسترسی دارند. از این رو در این دیدگاه، اصطلاح «تراژدی رژیم‌هایی با دسترسی آزاد» یا به صورتی ساده‌تر، اصطلاح «مسئله دسترسی آزاد» می‌توانند اصطلاحاتی مناسب تر باشند.
به تئوری تراژدی انبازه‌ها، غالباً در رابطه با توسعه پایا، رشد اقتصادی و حفاظت محیط زیست، و مناظره‌هایی مربوط به گرمایش جهانی اشاره می‌شود. از این تئوری همچنین در آنالیز رفتاری در زمینه‌هایی چون اقتصاد، روان‌شناسی تکاملی، مردم‌شناسی، تئوری بازی‌ها، سیاست، قوانین مالیاتی و جامعه‌شناسی استفاده می‌شود.

## تفسیر

### رساله لوید
در سال ۱۸۳۳ میلادی، اقتصاد دان انگلیسی ویلیام فورستر لوید، رساله‌ای منتشر کرد که در آن مثالی فرضی از استفاده بیش از حد از یک منبع مشترک آورده شده بود. در این مثال موقعیتی شرح داده شده بود که در آن چوپان‌هایی که هر یک گله‌ای از گاوها دارند، از بخشی از یک زمین برای چراندن گاوهایشان به صورت مشترک استفاده می‌کنند (وضعیتی که در آن زمان در روستاهای انگلستان رایج بود). وی این فرض را بدیهی دانست که اگر هر چوپان گاوهایی بیش از تعدادی که به وی اختصاص داده شده در زمین قرار دهد، ممکن است منجر به چرای بیش از حد شود. به ازای هر حیوان بیشتر، چوپان مزایای بیشتری کسب می‌کرد ولی کل گروه مشترکاً از خسارت وارده به مرتع متضرر می‌شد. اگر همه چوپان‌ها به صورت فردی، این تصمیم اقتصادی عقلایی را می‌گرفتند که تعداد بیشتری حیوان در چراگاه قرار دهند، امکان اتمام یا ویرانی منبع مشترک وجود داشت که به ضرر همه آن‌ها بود.

### مقاله گاردین
در سال ۱۹۶۸، دانشمند بوم‌شناسی به نام گرت هاردین، این دوراهی اجتماعی را در مقاله "تراژدی انبازه‌هاً خود که در مجله "علم" به انتشار رسید، مورد بررسی قرار داد. این مقاله تیتر خود را از رساله لوید به اقتباس گرفته بود.
هاردین در مورد مسائلی بحث می‌کند که با روش‌های فنی حل نمی‌شوند، و این مسائل را از مسائلی که فقط با تغییر دادن فنون علوم طبیعی حل می‌شوند و تنها نیاز به تغییراتی جزئی در ارزش‌های انسانی یا مفاهیم اخلاقیات دارند جدا می‌کند. هاردین بر رشد جمعیت انسان‌ها و مصرف منابع طبیعی زمین و دولت رفاهی تمرکز می‌کند. وی این قضیه را مطرح می‌کند که اگر همه افراد فقط بر خودشان تکیه کنند، و موضوع روابط اجتماعی و رابطه بین افراد وجود نداشته باشد، در این صورت تعداد کودکان متولد شده در هر خانواده به جامعه مربوط نمی‌شود. چرا که اگر خانواده‌ای بیش از حد تولید مثل کند از آنجایی که توانایی تأمین نیازهای همه کودکانش را به صورت مناسب نخواهد داشت، به هر حال تعدادی از این کودکان تلف می‌شوند و تعداد کمتری از زادگان برای این خانواده باقی می‌مانند. چنین بازخورد منفی ای در قلمرو حیوانات دیده می‌شود. هاردین می‌گوید اگر کودکان والدین بی احتیاط از گشنگی تلف می‌شدند و اگر زاد و ولد بیش از حد خود منجر به تنبیه خودش می‌شد، دیگر هیچ نیازی به کنترل عمومی زاد و ولد خانواده‌ها وجود نداشت. هاردین دولت رفاهی (حفظ رفاه اکثریت مردم به عنوان وظیفه دولت) را مقصر اصلی رخداد تراژدی انبازه‌ها می‌داند، چرا که این دولت است که نیازهای کودکان را تأمین می‌کند و از زاد و ولد بیش از حد به عنوان یک حق بنیادی انسانی حمایت می‌کند و بدین طریق "فاجعه مالتوس" غیرقابل اجتناب خواهد بود. در نتیجه هاردین در مقاله خود طرح پیشنهادی زیر از سازمان ملل متحد را قابل تاسف می‌شمارد:
"اعلامیه جهانی حقوق انسانی، خانواده را به عنوان واحد طبیعی و بنیادی اجتماع تعریف می‌کند. مقاله ۱۶ چنین شرح می‌دهد که هر گونه تصمیم و انتخابی در قبال اندازه خانواده بدون تردید باید تنها توسط خانواده گرفته شود و هیچ‌کس دیگری اجازه دخالت در این تصمیم را نداشته باشد.
همچنین هاردین فعالیت عقلایی و در راستای منافع شخصی افراد را به صورت یک معضل مطرح می‌کند چرا که اگر همه اعضای یک گروه از منابع مشترک آن در جهت منفعت خودشان استفاده کنند و هیچ توجهی به دیگران نداشته باشند، همه منابع بالاخره یک جا به اتمام می‌رسند. در نهایت هاردین علیه تکیه بر وجدان به عنوان روش کنترل انبازه‌ها بحث می‌کند و عقیده دارد این روش افراد خودخواه (که اصطلاحاً به آن‌ها افرادی که به صورت مجانی سواری می‌گیرند نیز گفته می‌شود) را در وضعیت بهتری از افراد نوع دوست قرار می‌دهد.
در زمینه اجتناب از سوءاستفاده بیش از حد از منابع مشترک، هاردین با بیان دوباره این گفته معروف هگل (که توسط انگلس نیز نقل قول شده است) که «آزادی همان شناخت الزامات است» نتیجه می‌گیرد که آزادی تراژدی انبازه‌ها را پایان می‌دهد. وی اعتقاد دارد که با درک این مطلب که منابع، مشترک هستند، و با فهمیدن الزام مدیریت آنها، انسان‌ها می‌توانند آزادی‌های گرانبهاتری را حفظ و نگهداری کنند.

### انبازه‌ها به عنوان یک مفهوم مدرن منابع
مقاله هاردین شروع استفاده مدرن از «انبازه‌ها» به عنوان اصطلاحی که متضمن منابع مشترک است، می‌باشد. همان‌طور که فرانک ون لارهوِن و الینور استروم گفته‌اند: "قبل از انتشار مقاله هاردین دربارهٔ تراژدی انبازه‌ها، تیترهایی شامل اصطلاحات «انبازه‌ها» و "اموال عمومی" به ندرت در ادبیات آکادمیک استفاده می‌شدند."، سپس آن‌ها می‌گویند: "در سال ۲۰۰۲ میلادی بَرِت و مَبری به بررسی عمده‌ای در میان زیست شناسان پرداختند تا مشخص کنند از میان مطالب منتشر شده در قرن ۲۰ میلادی کدامیک از آن‌ها به عنوان کتاب‌های کلاسیک یا مطالب انتشاریافته معیار در زیست‌شناسی درآمده‌اند. آن‌ها چنین گزارش می‌دهند که مقاله هاردین بیشترین تأثیر را در روند شغلی زیست شناسان داشته و بیشتر از همه مطالب دیگر به آن استناد شده است."

## کاربردها

### معنی استعاری
همانند توماس مالتوس و لوید، هاردین بیش از همه چیز به معضل رشد جمعیت انسان‌ها اهمیت می‌داد. اما او در مقاله اش بر استفاده از منابعی بزرگ‌تر (ولی پایان پذیر) مانند اتمسفر زمین و اقیانوس‌ها نیز تمرکز می‌کند و همچنین به «انبازه‌های منفی» آلودگی اشاره می‌کند (به این معنی که به جای اینکه با خصوصی‌سازی عمدی یک منبع مثبت طرف باشیم، در انبازه‌های منفی با عمومی‌سازی عمدی هزینه‌ای منفی مثل آلودگی طرف هستیم)
در بررسی تراژدی انبازه‌ها به عنوان یک مفهوم استعاری نباید به مفهوم عینی آن زیاد توجه داشت. معنای تراژدی در اینجا معادل معنای سنتی خود نیست و پروسه‌ای که به آن منجر می‌شود را محکوم نمی‌کند. همچنین استفاده هاردین از «انبازه‌ها» مکرراً به اشتباه برداشت شده است، این امر منجر به این شد که مدتی بعد بگوید باید از تیتر «تراژدی انبازه‌های تنظیم نیافته» استفاده می‌کرده است.
این استعاره نشان دهنده این مطلب است که دسترسی آزاد و تقاضای نامحدود برای یک منبع محدود در نهایت منجر به کاهش مقدار منبع به صورت دائمی یا موقتی به علت سوء استفاده بیش از حد خواهد شد. علت این اتفاق این است که مزایا و منافع سوء استفاده به افراد یا گروه‌هایی می‌رسد که هرکدام از آن‌ها انگیزه دارند تا استفاده خود از منبع را تا حد وابستگی به آن افزایش دهند، در حالی که هزینه‌های سوء استفاده بر همه کسانی که به این منبع دسترسی دارند تحمیل می‌شود (که امکان دارد تعداد آن‌ها از کسانی که در حال سوء استفاده از منبع هستند بیشتر باشد). این قضیه منجر به افزایش تقاضا برای منبع می‌شود و افزایش تقاضا به استفاده تصاعدی از منبع تا اضمحلال آن می‌انجامد. نرخ نابودی منبع به سه فاکتور زیر بستگی دارد:
تعداد افرادی که مایلند منبع مورد نظر را مصرف نمایند، میزان تحلیل رفتن استفاده آن‌ها و بزرگی و قدرت نسبی منبع مشترک.
همین مفهوم گاهی با اصطلاح «تراژدی ماهی گیران» نیز یاد می‌شود، چرا که گرفتن ماهی بیش از حد قبل یا در زمان تولید مثل ماهی‌ها می‌تواند منجر به کاهش موجودی کل ماهی‌ها شود.

### انبازه‌های مدرن
تراژدی انبازه‌ها را می‌توان در رابطه با مشکلات محیط زیستی از جمله پایداری در نظر گرفت. دوراهی انبازه‌ها به عنوان مدلی برای تنوع گسترده‌ای از مشکلات مربوط به منابع در جامعه امروزی مورد استفاده قرار می‌گیرد.
ماهیگیری بیش از حد و تخریب دریای کم ژرف نیوفاندلند، ویرانی جریان ماهی‌های سالمون در رودخانه‌هایی که بر آن‌ها سد بسته شده که نمونه بارز حال حاضر آن رودخانه کلمبیا در شمال غربی ایالات متحده است و نمونه تاریخی آن رودخانه‌های شمال آتلانتیک است، نابودی صید خاویار در روسیه مدرن و همچنین در گذشته در ایالات متحده، و در زمینه منابع آبی میزان آب محدود قابل دسترسی در مناطق خشک مانند سیستم تأمین آب لس آنجلس به خصوص در مناطق دریاچه مونو و دریاچه اُونز، همه نمونه‌هایی از مثال‌های عینی تراژدی انبازه‌ها به حساب می‌آیند.
در اقتصاد، اثرات بیرونی (اثرات جانبی) به هزینه یا منفعتی که بر طرفی تأثیر می‌گذارد بدون این که این فرد یا طرف انتخاب کرده باشد تا متحمل این هزینه یا منفعت شود گفته می‌شود. اثرات بیرونی منفی از مشخصه‌های بارز تراژدی انبازه‌ها هستند. به عنوان مثال رانندگی موجب اثرات بیرونی منفی زیادی از جمله آلودگی، انتشار کربن و تصادفات می‌شود. هربار که فرد الف پشت فرمان ماشینی می‌نشیند، احتمال اینکه فرد ب و بسیاری از افراد دیگر متحمل هزینه‌های نام برده شوند افزایش می‌یابد. اقتصاد دان‌ها اصولاً اصرار می‌ورزند که دولت باید سیاست‌هایی را اقتباس کند که اثرات بیرونی را درونی کند.

### کاربرد در زیست‌شناسی تکاملی
به تازگی رابطه‌ای میان تراژدی انبازه‌ها و رقابت انگل‌ها با فعالیت خودخواهانه‌شان که در نهایت منجر به از بین رفتن میزبان مشترکشان می‌شود برقرار گشته است. همچنین این سؤال در مطالعه رفتار حشرات اجتماعی پیش آمده است که چرا حشرات کارگر با تخم نگذاشتن نفع مشترک همه را حفظ می‌کنند و از متلاشی شدن جامعه‌شان جلوگیری می‌کنند.
ایده خودکشی تکاملی که در آن عادات افراد باعث انقراض کل جمعیت گونه‌شان می‌شود را می‌توان به صورت بالاترین درجه تراژدی انبازه‌های تکاملی دانست.

## مثال‌ها
مثال‌های کلی تری از تراژدی‌های واقعی و احتمالی (برخی از آن‌ها توسط هاردین برشمرده شده است)

### بوم‌شناسی سیاره زمین
- رشد کنترل نشده جمعیت انسان‌ها که منجر به ازدیاد جمعیت می‌شود.
- ترجیح دادن فرزندان پسر موجب سقط جنین نوزادان دختر می‌شود که باعث به هم خوردن تعادل نسبت جنسیت می‌شود.
- هوا، چه هوای محیط بیرونی که توسط انتشار گازهای صنعتی و ماشین‌ها و سایر منابع آلودگی هوا، آلوده می‌شود، چه هوای درونی (هوای اطراف و درون ساختمان‌ها که بر کیفیت زندگی ساکنین تأثیر می‌گذارد)
- آب، آلودگی آب، بحران استخراج بیش از اندازه آبهای زیرزمینی و هدر دادن آب به علت آبیاری بیش از حد
- جنگل‌ها، بریدن بیش از اندازه درخت‌های جنگل‌های قدیمی و سوزاندن بیش از حد جنگل‌ها برای رسیدن به زمین‌های بایر
- منابع انرژی و اقلیم، اثرات محیط زیستی ناشی از استخراج معادن و سوزاندن سوخت‌های فسیلی و در نتیجه گرمایش زمین
- حیوانات، از بین بردن حیات وحش و مکان سکونت حیوانات و شکار غیرقانونی که منجر به انقراض گسترده حیوانات می‌شود (انقراض‌های دوره هلوسین)
- اقیانوس‌ها، ماهیگیری بیش از اندازه
- آنتی‌بیوتیک‌ها، استفاده بیش از اندازه از آنتی‌بیوتیک‌ها در همه جای دنیا منجر به مقاومت بدن در برابر آنتی‌بیوتیک می‌شود که در حال افزایش با شتابی فزاینده است.